# Jules Marchal
Jules Marchal (* 5. September 1924 in Limbourg; † 21. Juni 2003 in Hoepertingen) war ein belgischer Diplomat und Historiker, der seit 1975 ausführlich über die Geschichte der kolonialen Ausbeutung in Belgisch-Kongo forschte und publizierte. Er war belgischer Botschafter in verschiedenen afrikanischen Ländern (Ghana, Liberia und Sierra Leone). Ursprünglich schrieb er unter dem Pseudonym A. M. Delathuy auf Niederländisch, später veröffentlichte er unter seinem eigenen Namen auf Französisch. Dem Buch Censorship of Historical Thought zufolge soll Marchal acht Jahre keinen Zugang zu den Archiven des Außenministeriums erhalten haben, insbesondere denen der offiziellen Untersuchungskommission 1904-5 zu König Leopolds II. Missregierung des Freistaates Kongo.
Der US-amerikanische Autor Adam Hochschild lobte Marchals Werk in seinem Bestseller King Leopold's Ghost über die belgischen Verbrechen im Kongo als den mit Abstand besten wissenschaftlichen Überblick, im Umfang enzyklopädisch.
In seinem Werk Missie en staat in Oud-Kongo, 1880–1914 über die Missionsgeschichte beschäftigte sich Marchal mit der Rolle der Weißen Väter, Scheutisten und  Jesuiten (Bd. 1) sowie der Redemptoristen, Trappisten, Herz-Jesu-Priester und Patres von Mill Hill (Bd. 2).

## Bekanntes Zitat
„Lorsque j'ai été ambassadeur au Liberia, j'ai lu dans un journal ce qui est bien connu dans tous les pays de langue anglaise à savoir que la colonisation du Congo par Léopold II y a diminué de moitié la population, entraînant un nombre de morts estimé à 10 millions. J'ai aussitôt cherché à rassembler les preuves que ce n'était qu'un mensonge, et cela pour défendre la réputation de la Belgique dont j'étais responsable en tant qu'ambassadeur. Mais les preuves que c'était un mensonge, évidemment, je ne les ai jamais trouvées. Je me suis mis alors à chercher, chercher et j'ai écrit plusieurs milliers de pages sur le Congo en compulsant à l'infini les archives. Quand Hochschild a eu le projet d'écrire son livre sur le Congo de Léopold II, il a contacté l'un des grands historiens belges spécialistes de la colonisation, Van Sina qui enseigne à l'Université du Wisconsin. Van Sina n'a pas recommandé ses propres collègues à Hochschild, ni Stengers, ni Vellut (etc.), mais il a dit à Hochschild d'aller me trouver. L'histoire, la recherche scientifique sur le Congo... Ces gens devraient s'offusquer de ce que j'ai fait leur travail. Car tous ces historiens n'ont jamais exposé le système à l'exception de Jean-Philippe Peemans mais qui n'a écrit que sporadiquement. Savez-vous que l'Union minière finance encore aujourd'hui une chaire africaine à Louvain-la-Neuve?
Freie deutsche Übersetzung: Als ich Botschafter in Liberia war, las ich in einer Zeitung, was in allen englischsprachigen Ländern wohlbekannt ist, dass nämlich die Kolonisierung des Kongo durch Leopold II. die Bevölkerung halbiert habe, was zu einer Anzahl von Todesfällen führte, geschätzt auf zehn Millionen Tote. Ich habe sofort versucht, Beweise dafür zu sammeln, dass es eine Lüge war, und um den Ruf Belgiens zu verteidigen, für das ich als Botschafter verantwortlich war. Aber die Beweise, dass es eine Lüge war, die habe ich nie gefunden. Ich begann zu suchen, zu suchen, und schrieb mehrere tausend Seiten über den Kongo, indem ich die Archive endlos durchforstete. Als Hochschild sein Buch-Projekt über den Kongo Leopolds II. hatte, kontaktierte er einen der großen belgischen Kolonialismus-Historiker, Vansina, der an der Universität von Wisconsin lehrt. Vansina hat Hochschild, Stengers oder Vellut (usw.) seine eigenen Kollegen nicht empfohlen, aber er hat Hochschild gesagt, er solle mich aufsuchen. Die Geschichte, die wissenschaftliche Forschung über den Kongo … Diese Leute sollten Anstoß daran nehmen, dass ich ihre Arbeit getan habe. Denn all diese Historiker haben das System nie freigelegt, mit Ausnahme von Jean-Philippe Peemans, der aber nur sporadisch geschrieben hat. Wissen Sie, dass die Union Minière in Louvain-la-Neuve noch immer einen afrikanischen Lehrstuhl finanziert?“

## Publikationen
- (als A. M. Delathuy) E. D. Morel tegen Leopold II en de Kongostaat, 1985
- (als A. M. Delathuy) Jezuïeten in Kongo met zwaard en kruis, 1986
- (als A. M. Delathuy) De Kongostaat van Leopold II: het verloren paradijs, 1876–1900, 1988
- (als A. M. Delathuy) De Geheime documentatie van de Onderzoekscommissie in de Kongostaat, 1988
- Missie en staat in Oud-Kongo, 1880–1914. Witte paters, scheutisten en jezuïeten, 1992 (Review von Jean-Luc Vellut in Revue belge de philologie et d'histoire, 1995, Volume 73, n°73-2, pp. 530–536)
- Missie en Staat in Oud-Kongo, 1880–1914. Redemptoristen, trappisten, priesters van het H. Hart, paters van Mill Hill, 1994
- L'Etat libre du Congo: paradis perdu: l'histoire du Congo 1876–1900, 2 vols., 1996.
- E.D. Morel contre Léopold II: l'histoire du Congo, 1900–1910, 2 vols, 1996.
- Forced labor in the gold and copper mines: a history of Congo under Belgian rule, 1910–1945, Popenguine, Senegal: Per Ankh, 2003. Translated by Ayi Kwei Armah from the French Travail forcé pour le cuivre et pour l'or, 1999.
- Travail forcé pour le cuivre et pour l'or. L’Histoire du Congo 1910–1945, Tome 1, 1999
- Travail forcé pour le rail. L'histoire du Congo 1910–1945, Tome 2
- Travail forcé pour l'huile de palme de Lord Leverhulme. L’Histoire du Congo 1910–1945, Tome 3, 2002
- Lord Leverhulme's ghosts: colonial exploitation in the Congo, London: Verso, 2008. Translated by Martin Thom from the French Travail forcé pour l'huile de palme de Lord Leverhulme. Introduction by Adam Hochschild.